# Арблад л'О
Арблад л'О (фр. Arblade-le-Haut) насеље је и општина у јужној Француској у региону Миди Пирене, у департману Жерс која припада префектури Кондом.
По подацима из 2011. године у општини је живело 287 становника, а густина насељености је износила 23,52 становника/km². Општина се простире на површини од 12,2 km². Налази се на средњој надморској висини од 154 метара (максималној 177 m, а минималној 87 m).

## Демографија
| 1962. | 1968. | 1975. | 1982. | 1990. | 1999. | 2011. |
| ----- | ----- | ----- | ----- | ----- | ----- | ----- |
| 230   | 246   | 225   | 261   | 260   | 276   | 287   |

График промене броја становника у току последњих година